# 역종근
역종근(酈終根, ? ~ 기원전 87년)은 전한 중기의 관료로, 진류군 고양현(高陽縣) 사람이다. 개국공신 역상의 고손이다.

## 행적
원정 원년(기원전 116년), 아버지 역세종의 뒤를 이어 목후(繆侯)에 봉해졌다.
정화 4년(기원전 89년), 태상에 임명되었으나 2년 후 무고에 연루되어 요참에 처하였다.

## 출전
- 사마천, 《사기》 권18 고조공신후자연표
- 반고, 《한서》 권16 고혜고후문공신표·권19하 백관공경표 下

| 전임 근석 | 전한의 태상 기원전 89년 ~ 기원전 87년 | 후임 위불해 |

| 전임 아버지 목회후 역세종 | 전한의 목후 기원전 115년 ~ 기원전 87년 | 후임 (봉국 폐지) |